# Horacio Velanzuela Abarca
Horacio Velanzuela Abarca (ur. 5 kwietnia 1954 w Santiago) – chilijski duchowny rzymskokatolicki, w latach 1996–2018 biskup Talca.
28 czerwca papież Franciszek przyjął jego dymisję ze stanowiska biskupa Talci złożoną wspólnie przez 34 biskupów episkopatu Chile w związku z przypadkami nadużyć seksualnych wobec nieletnich lub próbami ich ukrycia do jakich doszło w Kościele katolickim w Chile.